# Filet de sécurité

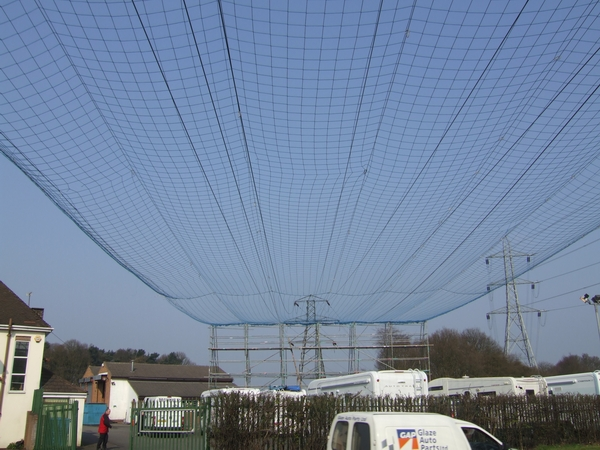
Filet de sécurité sur une chaussée pour protéger les voitures lors du remplacement de câbles aériens.

Un filet de sécurité est un filet qui protège les personnes contre les blessures d'une chute. Il a pour objectif de limiter la distance de descente et de dissiper l'énergie d'impact. 
Le terme fait également référence aux dispositifs pour arrêter des objets qui pourraient tomber afin d'assurer la sécurité des personnes au-delà ou sous le filet. Les filets de sécurité sont utilisés dans la construction, l'entretien des bâtiments, le divertissement ou d'autres industries.

## Action d'un filet de sécurité

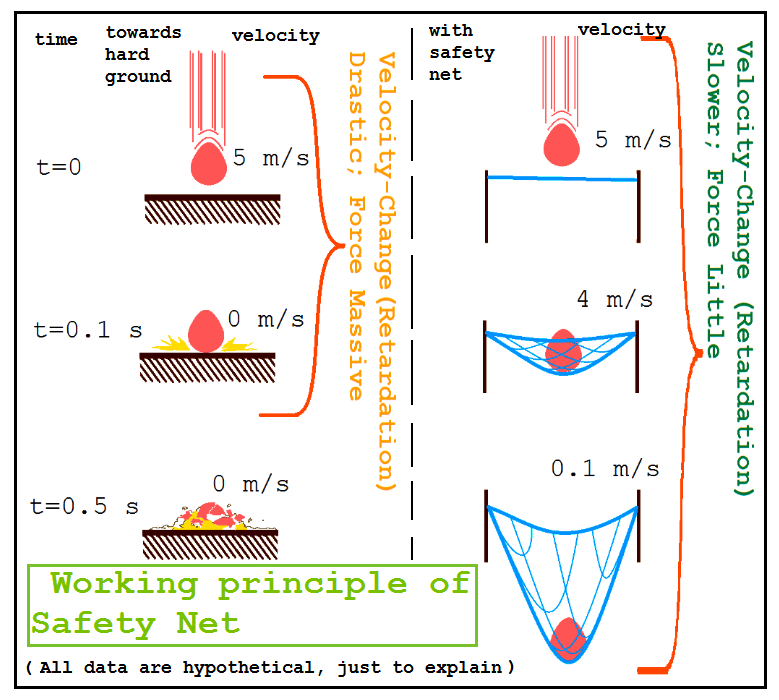
Schéma de fonctionnement de

Un filet de sécurité donne aux objets qui tombent beaucoup plus de temps pour se reposer que de toucher directement un sol dur. En termes physiques, cela signifie plus de temps pour la décélération et le transfert d'énergie cinétique, ce qui se traduit par un atterrissage plus doux et un risque de dommages beaucoup plus faible.
Le type de filet à utiliser dépend de nombreux facteurs, tels que la vitesse et la masse des objets pouvant tomber. Pour rencontrer plus de force, une largeur plus totale du filet est nécessaire. La distance minimale entre le point où l'objet doit heurter le filet et son bord doit être maintenue au-delà d'une certaine limite. Le matériau utilisé doit également être choisi judicieusement en fonction de l'usage prévu. Le filet doit être placé à une hauteur appropriée du sol, de sorte que l'objet, même ralenti par la corde, ne heurte pas le sol dur. La taille du trou de maillage ne doit pas être trop grande afin que l'objet ou la personne ne passe entièrement ou en partie à travers.

## Construction du filet

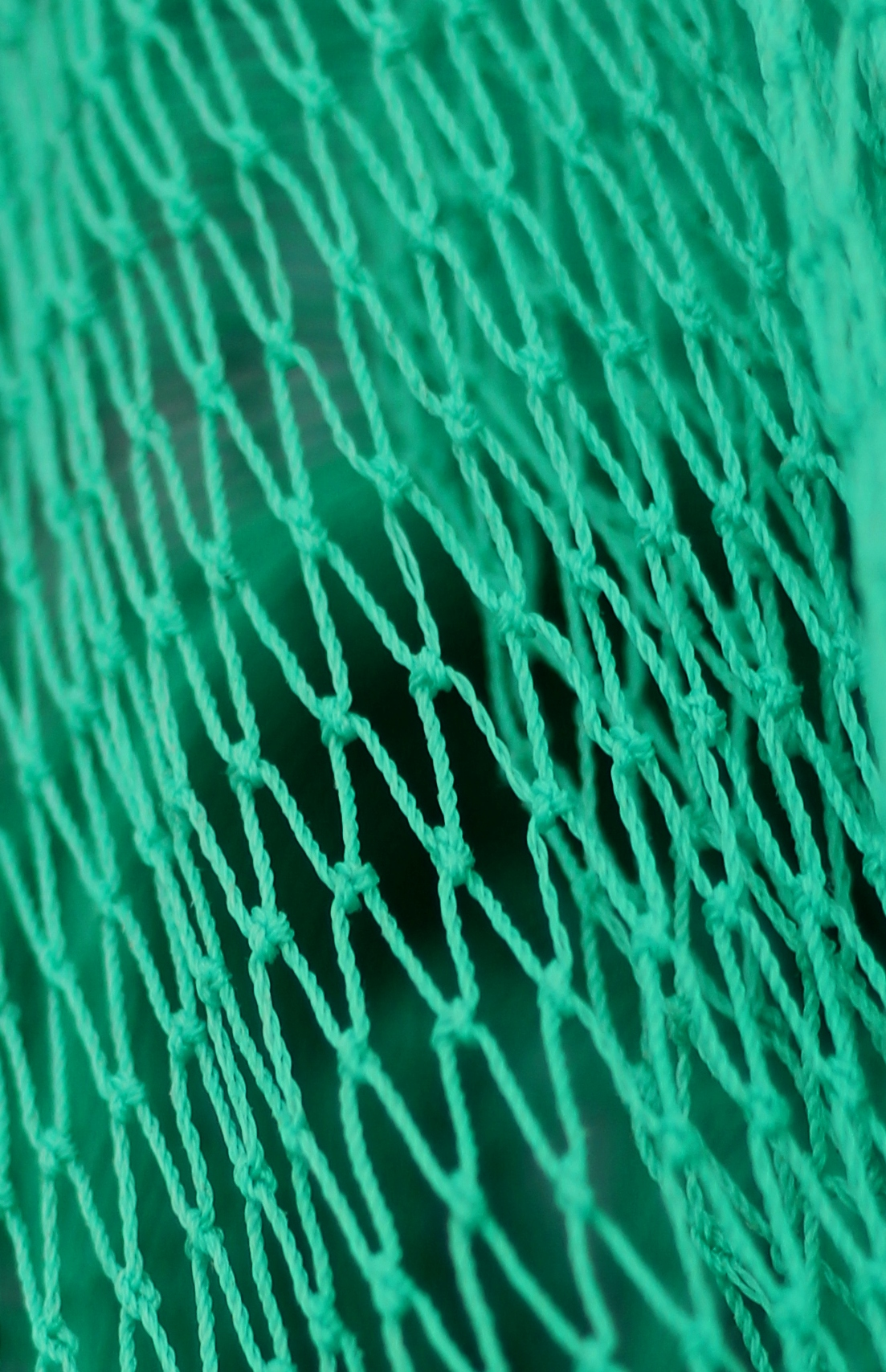
Filet de sécurité de construction de monofilament de HDPE - taille de maille de 85mm.

Les filets de sécurité sont utilisés sur les chantiers de construction d'immeubles de grande hauteur pour empêcher la chute accidentelle de personnes ou d'objets du site. Ils sont l'un des systèmes de prévention des chutes les plus sûrs et rentables au monde. 
Ils sont le plus souvent construits en filets en plastique flexibles fabriqués à partir de matières premières en polyéthylène haute densité. La meilleure pratique du filet de construction consiste à envelopper l'ensemble du chantier de bas en haut, ce qui fonctionne comme un mur de protection pour empêcher quoi que ce soit de tomber sans bloquer la vue. 